# أشرف الخولي

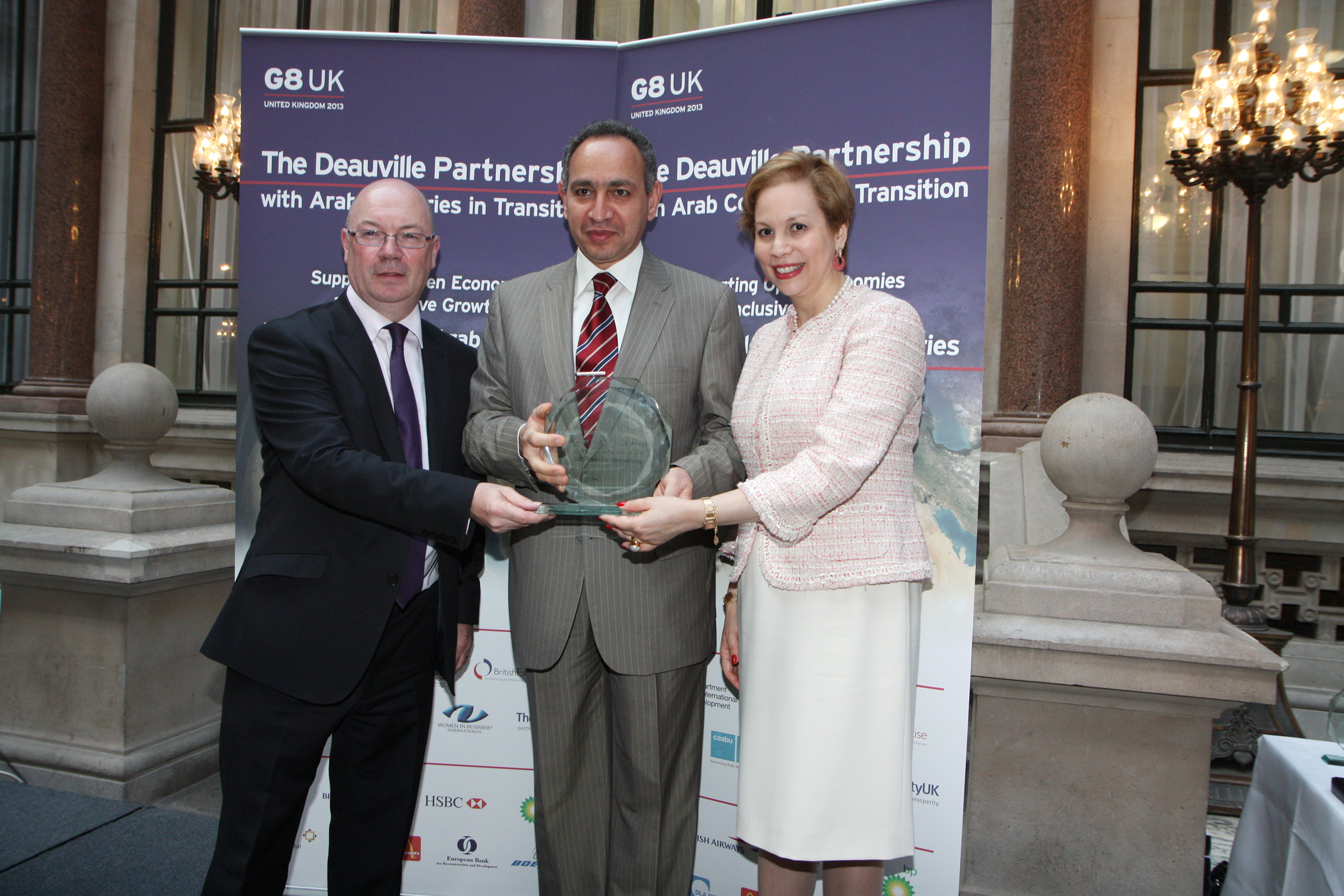
أشرف الخولي (وسط) يتسلم جائزة نيابة عن رائدة أعمال مصرية

أشرف الخولي سفير جمهورية مصر العربية في لندن منذ 2012م وهو من كوادر وزارة الخارجية المصرية.